# Rue Saint-Martin
La Rue Saint-Martin es una calle situada en los distritos 3 y 4 de París.

## Situación
En la actualidad, la calle de 1.420 metros de longitud forma parte del distrito 3, distrito de Artes y Oficios y distrito de Sainte-Avoye, y del distrito 4, distrito de Saint-Merri. La calle comienza en el número 8-12 del quai de Gesvres y termina en el número 1 del boulevard Saint-Denis y en el número 55 del Bulevar Saint-Martin. La calle Saint-Martin se prolonga hacia el norte, más allá de la Puerta de Saint Martin, por la Rue du Faubourg-Saint-Martin. Está comunicada por la línea 4 del metro en las estaciones de Châtelet, Les Halles, Étienne Marcel, Réaumur - Sébastopol y Estrasburgo - Saint-Denis.

## Origen del nombre
Toma su nombre del antiguo Priorato de Saint-Martin-des-Champs, hoy adscrito al Conservatorio Nacional de Artes y Oficios (CNAM), al que conduce.